# 88-я улица (линия Фултон-стрит, Ай-эн-ди)
|   |   |   |   |   |
| · | · | · | · | · |

|   |   |   |   |   |
| · | · | · | · | · |

«88-я улица» (англ. 88th Street) — станция Нью-Йоркского метрополитена, расположенная на линии Фултон-стрит, Ай-эн-ди. Станция находится в Куинсе, в районе Озон-Парк, на пересечении Либерти-авеню и 88-й улицы. На станции останавливаются маршруты A (круглосуточно) и S (челнок Леффертс-бульвара, ночью). Станция была открыта 25 сентября 1915 года в составе эстакадной линии компании BMT.
Станция представлена двумя боковыми платформами, обслуживающими только крайние пути трёхпутного участка линии. Центральный путь не используется для регулярного сообщения. Станция отделана в бежевых тонах. Несмотря на изменение названия, таблички с названием не менялись: до сих пор показывают старое название — 88th Street — Boyd Avenue.
Имеется только один выход со станции — он расположен с восточного конца платформ. Турникетный павильон располагается в мезонине под платформами. Выход ведёт к перекрёстку Либерти-авеню и 88-й улицы. Существует бесплатный переход между платформами. Раньше существовал другой выход — западный. Он приводил к перекрёстку Либерти-авеню с 88-й улицей, но был закрыт.